# De Gooyer
Il De Gooyer è un mulino a vento situato non lontano dal centro di Amsterdam, tra Funenkade e Zeeburgerstraat. Con i suoi 26,6 metri di altezza è il mulino in legno più alto dei Paesi Bassi. È considerato un monumento nazionale.
The DeGooyer mill is composed of a stone base surmounted by an octagonal wooden structure. The mill is owned by the municipality of Amsterdam and is not open to visitors. Although the mill blades are still fully functional, today no grinding mechanism operates.
Ai piedi del mulino si trova il birrificio Brouwerij 't IJ, il quale è situato all'interno dell'edificio di un ex bagno pubblico risalente al 1911. Il mulino e il birrificio non sono collegati tra loro e sebbene nel logo del birrificio sia presente l'immagine di un mulino, il mulino non svolge alcuna funzione per il birrificio.